# Старооткустино
Старооткустино (баш. Иҫке Иткүсте) — деревня в Караидельском районе Республики Башкортостан Российской Федерации. Входит в состав Артакульского сельсовета.

## География

### Географическое положение
Расстояние до:
- районного центра (Караидель): 55 км,
- центра сельсовета (Артакуль): 10 км,
- ближайшей ж/д станции (Щучье Озеро): 70 км.

## История
Прежнее название Откусино. После того, как в начале 20 века появился выселок Новооткустино примерно в 3 км вниз по р. Угаш в восточном направлении, закрепилось новое название Старооткустино.

## Население
| 2002 | 2009 | 2010 |
| ---- | ---- | ---- |
| 316  | ↘303 | ↗312 |

Национальный состав
Согласно переписи 2002 года, преобладающая национальность — марийцы (72 %).